# Uleanîkî, Kaharlîk
Uleanîkî (în ucraineană Уляники) este un sat în comuna Balîko-Șciuciînka din raionul Kaharlîk, regiunea Kiev, Ucraina.

## Demografie
Componența lingvistică a localității Uleanîkî
     Ucraineană (97,04%)
     Rusă (2,22%)
     Alte limbi (0,37%)
Conform recensământului din 2001, majoritatea populației localității Uleanîkî era vorbitoare de ucraineană (97,04%), existând în minoritate și vorbitori de rusă (2,22%).